# Sara Simonsdotter
Sara Simonsdotter, kallad Tjocka Sara, var en svensk bordellmamma. Hon var centralfigur i den skandal som rullades upp i Stockholm 1618–1619 då hennes verksamhet uppdagades, och det visade sig att hennes kundkrets omfattade flera personer på höga poster i samhället.

## Avslöjande
Den 4 november 1618 ställdes den gifta Margareta Henriksdotter (eller Sunedotter), inför rätta anklagad för att ha haft samlag med flera namngivna män. Detta i sig var förbjudet, men det stod snart klart att det dessutom var fråga om prostitution. Bland hennes kunder fanns också personer med högre ställning, som Adam Richard de la Chapelle, kapten för hovregementet. Margareta Henriksdotter var en av Sara Simonsdotters anställda, och detta fall ledde till avslöjandet av Sara Simonsdotters verksamhet och arresteringen av hennes själv och hennes anställda.

## Verksamhet
Sara Simonsdotters bordell låg på den illa beryktade Kindstugatan, men de prostituerade besökte även kunderna i andra lokaler och i deras hem. Den förestods av Sara Simonsdotter, medan stadens bödel, Mäster Håkan, fungerade som dess värvare och hallick. Simonsdotter själv brukade ofta frekventera källarkrogarna för att värva kunder till bordellen. På bordellen brukade man beslagta kundernas kläder för att vara säker på att få betalt. Bordellen sysslade även med försäljning av tjuvgods.
Bland de prostituerade fanns bland andra den så kallade "Polack-Malin", vars make var soldat i Livland. Hon hade haft bland andra dragonkapten Jacob Duwall (1598–1634), hovskräddaren Mäster Baltzar och hovfunktionären Fritz som kunder. En annan var Kerstin Larsdotter, som haft löjtnant Durasso och officerarna Satagerre och La Fore som kunder. En annan prostituerad, dotter och änka efter en präst, hade haft Nederländernas ambassadör, en hovman och en kunglig kammarskrivare bland sina kunder. 
Sara Simonsdotter själv födde ett barn under sin tid i fängelset, och uppgav som far en man som befanns ha varit död i ett år. En del av kundernas höga positioner gjorde domstolen mycket besvärad. Det fanns "icke en spräckhök i bÿn", som inte var kund i Simonsdotters bordell.
Även hertig Johans frilla nämns som en av dem som umgicks där, men det sägs inte om hon var en av de prostituerade.

## Process och dom

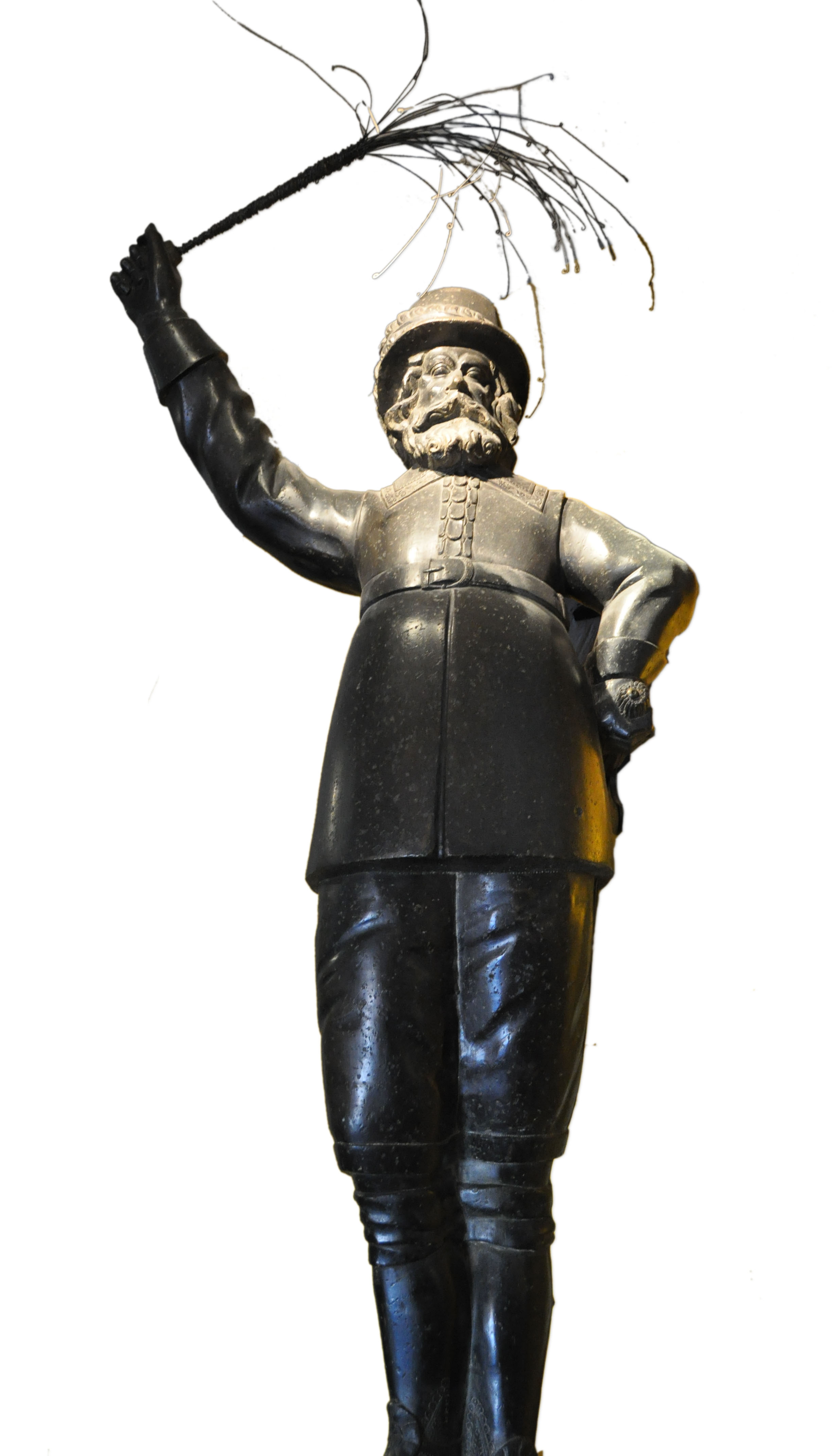
Kopparmatte, vid vars fot Sara Simonsdotter piskades den 16 maj 1619.

Kvinnorna var i maj inblandade i att hjälpa flera manliga fångar att fly från fängelset. Även tre av kvinnorna lyckades fly. Mäster Håkan anklagade den så kallade "Salbergs-Malin", Malin Matsdotter från Sala, för att ha varit delaktig i flyktförsöket: han anklagade henne även för häxeri och påstod att hon hade en magisk "tingest", och att hävdade att hon en gång försökt förgifta hans hustru med kvicksilver för att få honom för sig själv. Malin Matsdotter svarade att tre soldater hade hjälpt kvinnorna genom att gräva en gång under muren.
Salbergs-Malin, Lång Sophia, Torsk-Margareta, Pålska Malin och Olof Hansons Karin dömdes alla till döden. Åtminstone två av de prostituerade, Salbergs-Malin och Olof Hanssons Karin, avrättades den 7 juni 1619 för "horeri". Andra tycks ha förvisats ur staden, en dom som verkställdes av Mäster Håkan, som själv inte tycks ha fått något straff. De män som köpt sex dömdes till böter: de gifta kunderna till böter på 200, de ogifta på 100. Sara Simonsdotter själv underkastades kyrkoplikt och piskades vid skampålen den 16 maj 1619 och blev i augusti 1619 förd med skuta till Kimito friherreskap i Finland, där hon var född, med hotet att hon skulle bli halshuggen om hon återvände.